# South Valley
Pour les articles homonymes, voir South Valley (homonymie).
South Valley est une census-designated place (CDP) dans le comté de Bernalillo, au Nouveau-Mexique. La population s'élevait à 40 976 habitants au recensement de 2010.

## Source
- (en) Cet article est partiellement ou en totalité issu de l’article de Wikipédia en anglais intitulé « South Valley, New Mexico » (voir la liste des auteurs).